# Grez-en-Bouère
Pour les articles homonymes, voir Grez.
Grez-en-Bouère est une commune française, située dans le département de la Mayenne en région Pays de la Loire, peuplée de 977 habitants.
La commune fait partie de la province historique de l'Anjou (Haut-Anjou).

## Géographie
La commune est située dans le sud-Mayenne.

### Communes limitrophes
| Saint-Charles-la-Forêt |                     |        |
| Gennes-Longuefuye      | Grez-en-Bouère      | Bouère |
|                        | Bierné-les-Villages |        |

### Climat
Pour des articles plus généraux, voir Climat des Pays de la Loire et Climat de la Mayenne.
En 2010, le climat de la commune est de type climat océanique dégradé des plaines du Centre et du Nord, selon une étude du CNRS s'appuyant sur une série de données couvrant la période 1971-2000. En 2020, Météo-France publie une typologie des climats de la France métropolitaine dans laquelle la commune est exposée à un climat océanique et est dans la région climatique  Moyenne vallée de la Loire, caractérisée par une bonne insolation (1 850 h/an) et un été peu pluvieux. 
Pour la période 1971-2000, la température annuelle moyenne est de 11,2 °C, avec une amplitude thermique annuelle de 14 °C. Le cumul annuel moyen de précipitations est de 722 mm, avec 12 jours de précipitations en janvier et 6,3 jours en juillet. Pour la période 1991-2020, la température moyenne annuelle observée sur la station météorologique installée sur la commune est de 12,0 °C et le cumul annuel moyen de précipitations est de 740,5 mm,. Pour l'avenir, les paramètres climatiques de la commune estimés pour 2050 selon différents scénarios d'émission de gaz à effet de serre sont consultables sur un site dédié publié par Météo-France en novembre 2022.
| Mois                                  | jan.          | fév.           | mars          | avril         | mai           | juin          | jui.          | août          | sep.          | oct.          | nov.          | déc.          | année      |
| ------------------------------------- | ------------- | -------------- | ------------- | ------------- | ------------- | ------------- | ------------- | ------------- | ------------- | ------------- | ------------- | ------------- | ---------- |
| Température minimale moyenne (°C)     | 2,4           | 1,9            | 3,4           | 5,1           | 8,1           | 11,4          | 12,9          | 12,7          | 10,3          | 8,3           | 5,2           | 2,6           | 7          |
| Température moyenne (°C)              | 5,4           | 5,6            | 8,1           | 11            | 14            | 17,6          | 19,5          | 19,2          | 16,5          | 12,8          | 8,7           | 5,7           | 12         |
| Température maximale moyenne (°C)     | 8,3           | 9,4            | 12,8          | 16,9          | 19,9          | 23,8          | 26,1          | 25,7          | 22,8          | 17,3          | 12,2          | 8,9           | 17         |
| Record de froid (°C) date du record   | −8,5 07.01.09 | −14,1 12.02.12 | −9,9 01.03.05 | −4,2 04.04.22 | −2,5 06.05.19 | 2 01.06.06    | 5,1 01.07.11  | 4,8 26.08.18  | 1,2 21.09.12  | −3,4 21.10.10 | −6,2 17.11.07 | −8,6 29.12.05 | −14,1 2012 |
| Record de chaleur (°C) date du record | 15,9 27.01.03 | 20,9 27.02.19  | 24,5 30.03.21 | 28,5 21.04.18 | 30,7 31.05.03 | 38,9 18.06.22 | 40,1 23.07.19 | 39,6 10.08.03 | 35,5 14.09.20 | 29,5 02.10.23 | 20,8 01.11.15 | 16,8 30.12.22 | 40,1 2019  |
| Précipitations (mm)                   | 73,1          | 56             | 55,9          | 46,5          | 57,9          | 58,5          | 46,7          | 52,5          | 49,7          | 79            | 82,9          | 81,8          | 740,5      |

## Urbanisme

### Typologie
Au 1er janvier 2024, Grez-en-Bouère est catégorisée commune rurale à habitat dispersé, selon la nouvelle grille communale de densité à sept niveaux définie par l'Insee en 2022.
Elle est située hors unité urbaine. Par ailleurs la commune fait partie de l'aire d'attraction de Château-Gontier-sur-Mayenne, dont elle est une commune de la couronne,. Cette aire, qui regroupe 19 communes, est catégorisée dans les aires de moins de 50 000 habitants,.

### Occupation des sols
L'occupation des sols de la commune, telle qu'elle ressort de la base de données européenne d’occupation biophysique des sols Corine Land Cover (CLC), est marquée par l'importance des territoires agricoles (96 % en 2018), une proportion sensiblement équivalente à celle de 1990 (96,4 %). La répartition détaillée en 2018 est la suivante : 
terres arables (52,1 %), prairies (40,3 %), zones agricoles hétérogènes (3,6 %), zones urbanisées (2 %), forêts (1,1 %), espaces verts artificialisés, non agricoles (0,9 %). L'évolution de l’occupation des sols de la commune et de ses infrastructures peut être observée sur les différentes représentations cartographiques du territoire : la carte de Cassini (XVIIIe siècle), la carte d'état-major (1820-1866) et les cartes ou photos aériennes de l'IGN pour la période actuelle (1950 à aujourd'hui).

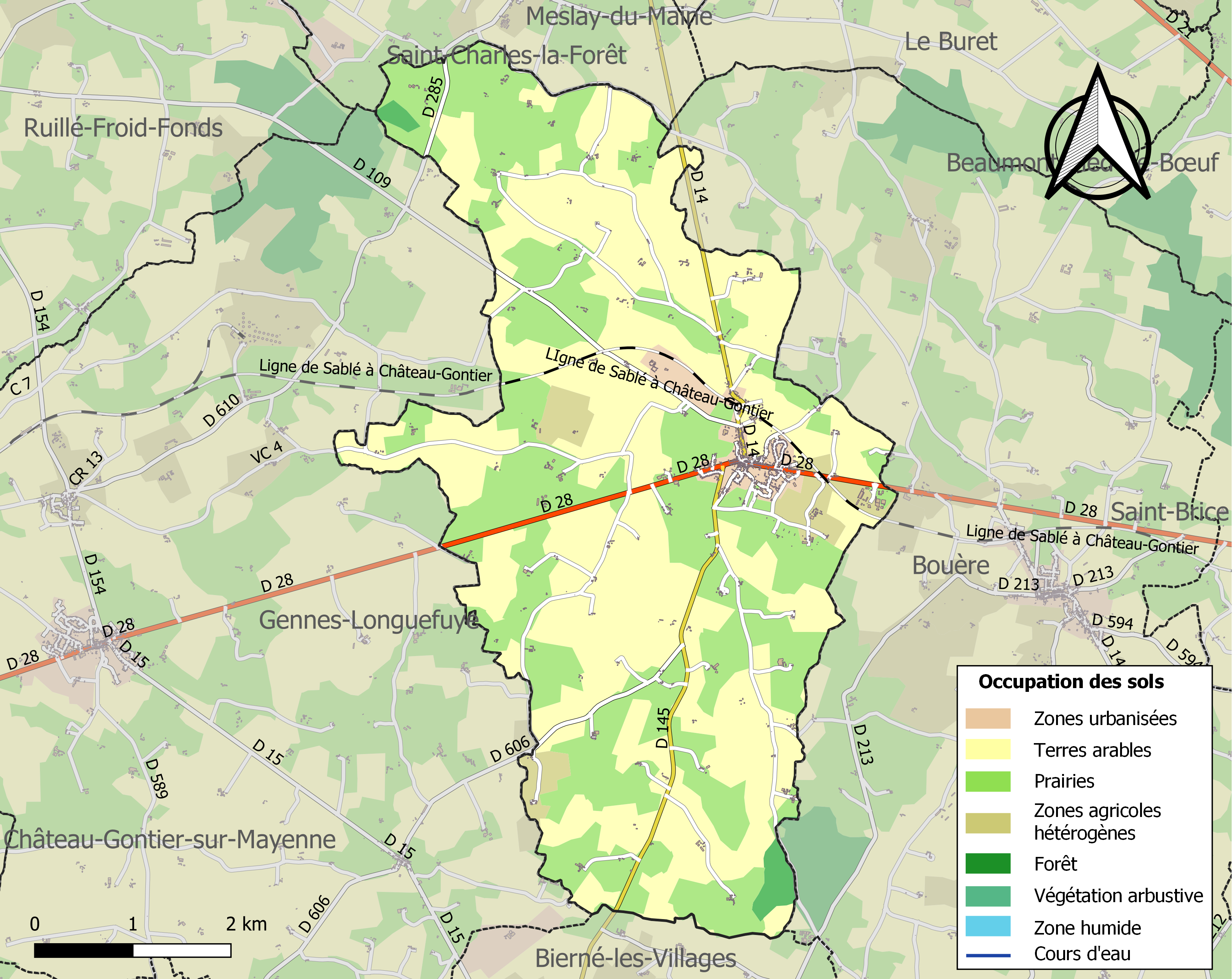
Carte des infrastructures et de l'occupation des sols de la commune en 2018 (CLC).

## Histoire
Le pays de Bouère fait historiquement partie de l'Anjou. Grez-en-Bouère est situé aux confins de la Mayenne angevine.
La commune faisait partie de la sénéchaussée angevine de Château-Gontier dépendante de la sénéchaussée principale d'Angers depuis le Moyen Âge jusqu'à la Révolution française.
En 1790, lors de la création des départements français, une partie de Haut-Anjou a formé le sud du département ; cette partie du département est aujourd’hui appelée Mayenne angevine.

## Politique et administration

### Administration municipale
| Période      | Période      | Identité                | Étiquette | Qualité               |
| ------------ | ------------ | ----------------------- | --------- | --------------------- |
| avant 1965   |              | M. Launeau              |           |                       |
| mars 1989    | mars 2001    | Joëlle Dorison          | SE        | Commerçante           |
| 2001         | mars 2014    | Marie-Henriette Perthué | DVG       | Agricultrice          |
| mars 2014    | octobre 2019 | Jean-François Lassalle  | DVD       | entreprise de conseil |
| octobre 2019 | En cours     | Didier Boulay           | SE        | Ouvrier               |

## Population et société

### Démographie
L'évolution du nombre d'habitants est connue à travers les recensements de la population effectués dans la commune depuis 1793. Pour les communes de moins de 10 000 habitants, une enquête de recensement portant sur toute la population est réalisée tous les cinq ans, les populations de référence des années intermédiaires étant quant à elles estimées par interpolation ou extrapolation. Pour la commune, le premier recensement exhaustif entrant dans le cadre du nouveau dispositif a été réalisé en 2004.
En 2022, la commune comptait 977 habitants, en évolution de −3,93 % par rapport à 2016 (Mayenne : −0,73 %, France hors Mayotte : +2,11 %).
| 1793  | 1800 | 1806  | 1821  | 1831  | 1836  | 1841  | 1846  | 1851  |
| ----- | ---- | ----- | ----- | ----- | ----- | ----- | ----- | ----- |
| 1 185 | 913  | 1 167 | 1 290 | 1 338 | 1 504 | 1 543 | 1 900 | 1 859 |

| 1856  | 1861  | 1866  | 1872  | 1876  | 1881  | 1886  | 1891  | 1896  |
| ----- | ----- | ----- | ----- | ----- | ----- | ----- | ----- | ----- |
| 1 874 | 1 821 | 1 757 | 1 719 | 1 703 | 1 629 | 1 623 | 1 638 | 1 528 |

| 1901  | 1906  | 1911  | 1921  | 1926  | 1931  | 1936  | 1946  | 1954  |
| ----- | ----- | ----- | ----- | ----- | ----- | ----- | ----- | ----- |
| 1 556 | 1 447 | 1 348 | 1 193 | 1 252 | 1 184 | 1 161 | 1 173 | 1 103 |

| 1962  | 1968  | 1975  | 1982 | 1990 | 1999 | 2004 | 2006 | 2009 |
| ----- | ----- | ----- | ---- | ---- | ---- | ---- | ---- | ---- |
| 1 113 | 1 093 | 1 078 | 976  | 887  | 922  | 981  | 996  | 994  |

| 2014  | 2019 | 2022 | - | - | - | - | - | - |
| ----- | ---- | ---- | - | - | - | - | - | - |
| 1 004 | 997  | 977  | - | - | - | - | - | - |

## Activité et manifestations
- Festival de musiques actuelles dont la création date de mai 2010.

## Économie et environnement
En 1988 une entreprise, Aprochim (groupe Chimirec), spécialisée dans le traitement des transformateurs électriques contenant des PCB s'installe sur la petite zone industrielle la Promenade située entre les communes de Bouère et de Grez-en-Bouère. L'usine emploie 86 salariés. Les huiles à usage industriel que l’on produit à partir des PCB sont réputées cancérogènes. En France, elles ont été interdites en 1987. La directive européenne no 96/59/CE du 16 septembre 1996 exige que la France achève son plan de décontamination et d'élimination des appareils contenant plus de 500 ppm de PCB au plus tard le 31 décembre 2010.
Lors de l'implantation de l'usine facilitée par les élus mayennais, quelques riverains alertent les autorités sur les risques liés — selon eux — à des défauts de contrôle. En 2003, d’anciens collaborateurs d’Aprochim accusent l’entreprise d’avoir carrément falsifié les contrôles ; cela donnera lieu à un procès qui s’ouvrira en mai 2012, à Paris.
Début 2010, il s’avère qu’une contamination aux PCB affecte le secteur de Grez-en-Bouère,. 129 prélèvements (au 28 mars 2011) ont été effectués dans une zone de 3 km autour de la société Aprochim (et au-delà dans certains cas, pour tenir compte des vents dominants dans un cône nord / nord-est) dans vingt-quatre exploitations différentes (élevages bovins, caprins et avicoles). Dans seize exploitations, les résultats des analyses sont conformes aux seuils réglementaires (lait, viande, fromage, fourrage).
Des résultats non conformes apparaissent dans 8 exploitations sur des produits carnés (bovins ou ovins) ou du lait. Dans 2 exploitations, les résultats sur le lait sont redevenus conformes. Dans les exploitations où des résultats d'analyse non conformes ont été détectés, les productions ont fait l'objet d'arrêtés interdisant leur commercialisation, tant que les résultats ne seront pas conformes.
Un arrêté préfectoral du 21 janvier 2011 prescrit à Aprochim la réduction immédiate de 50 % de son activité, ainsi que l'élaboration des mesures correctives destinées à diminuer de façon pérenne les émissions atmosphériques. Plusieurs dispositions ont d'ores et déjà été prises par Aprochim :
- Le travail s'effectue en ateliers fermés et non portes ouvertes comme auparavant, limitant ainsi les émissions diffuses ;
- les systèmes de filtration sont en cours de renforcement (avril 2011) :
  - un filtre à charbon actif va être ajouté en sortie de pompe à vide ;
  - un filtre finisseur en amont de la cheminée de 18 mètres va être mis en place et la cheminée de 13 mètres va être supprimée. Les traitements des rejets seront ainsi canalisés dans une seule cheminée renforcée en système de filtration ;
- des prélèvements des différents milieux : air, eaux superficielles, sédiments, sols et végétaux, ont été effectués par des organismes privés agréés. Les premiers résultats sont inégaux, ils montrent en certains endroits, à proximité d'Aprochim, des teneurs supérieures au bruit de fond national.

Certains habitants craignent pour leur santé. L'agence régionale de santé a accepté de financer une vingtaine d'analyses de sang qui vont être proposées aux soixante riverains les plus proches de l'usine. Surtout à ceux qui ont pour habitude de consommer leurs propres légumes, leur viande ou leurs œufs. Une information judiciaire est ouverte pour « fait de pollution et mise en danger de la vie d’autrui ».
Une étude de risque sanitaire commence en 2012 pour mesurer l’intoxication aux PCB des riverains et habitants en périphérie de l'usine.

## Culture locale et patrimoine

### Lieux et monuments
Grez-en-Bouère comporte plusieurs monuments notables :
- Le château de Chasnay, XVIIIe siècle, gite d'hôtes.
- Le château de la Guénaudière.
- Le moulin cavier de la Guénaudière.
- Le manoir du Bois Morin.
- L'église Saint-Martin.
- Le buste de Georges de Villebois-Mareuil.

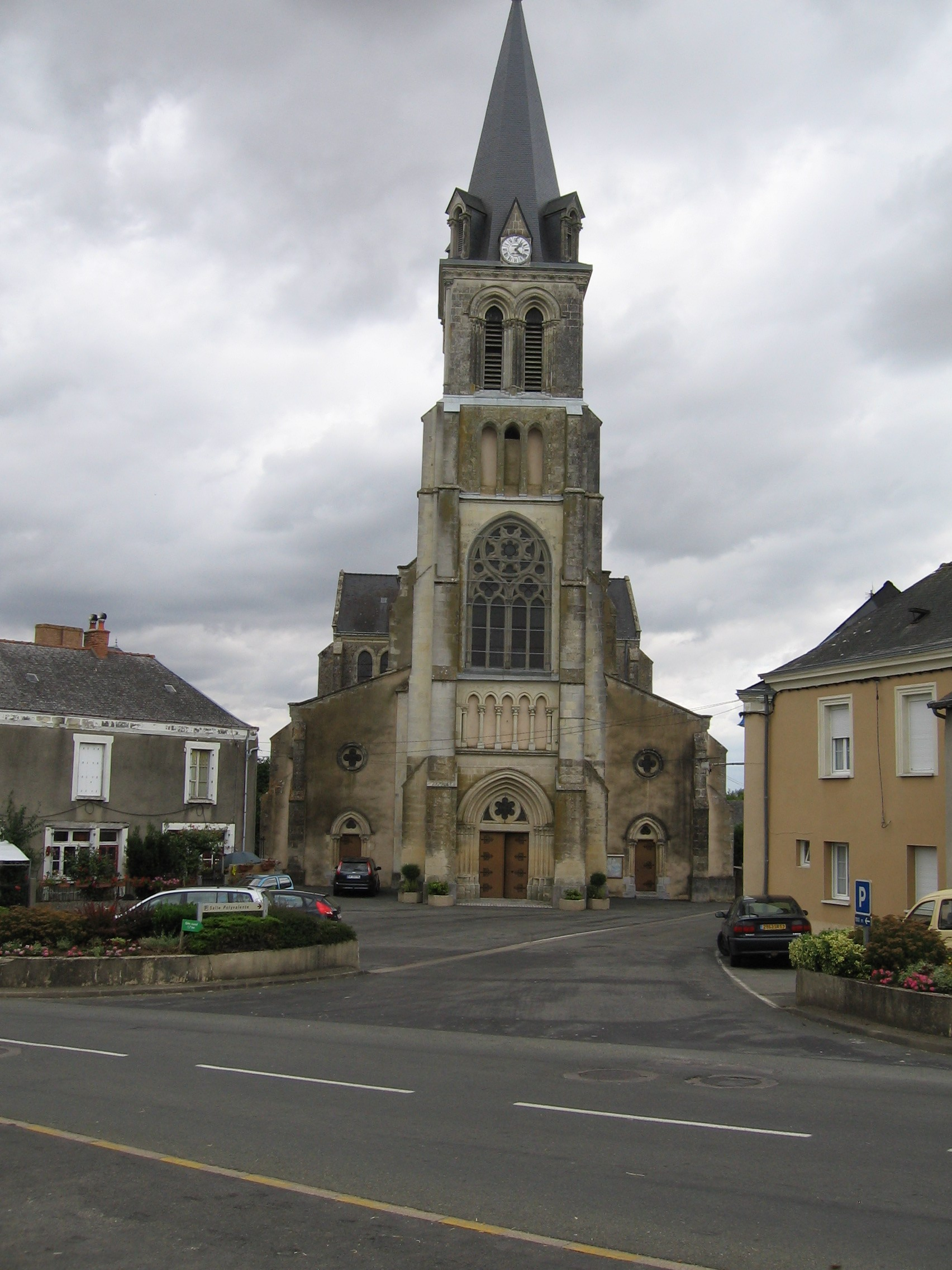
L'église Saint-Martin.
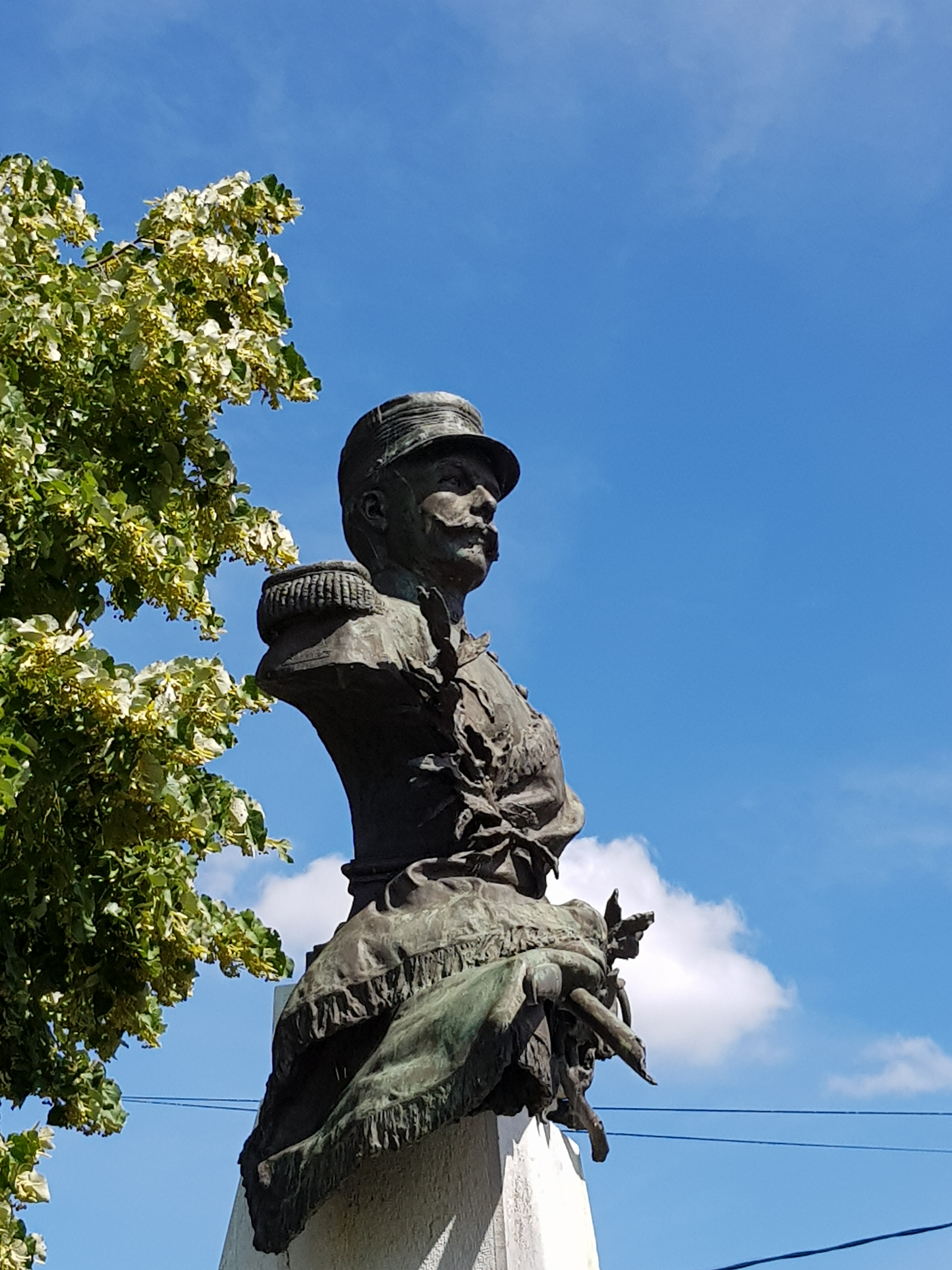
Le buste de Georges de Villebois-Mareuil.

### Personnalités liées à la commune
- Félix de Villebois (1789-1872), homme politique et écrivain, maire de Grez-en-Bouère.
- Georges de Villebois-Mareuil (1847-1900), militaire et écrivain, fils de Félix de Villebois, vécut au château de la Guenaudière, à Grez-en-Bouère.
- Christian de Villebois-Mareuil (1852-1924), homme politique et journaliste, maire de Grez-en-Bouère.
- Jean Mary, entraineur de trotteurs au haras de la Perrine, notamment de Tidalium Pelo (1963-1993), double-vainqueur du Prix d'Amérique.